# 二人のフリーダ
『二人のフリーダ』（ふたりのフリーダ、スペイン語：Las dos Fridas）は、メキシコの芸術家フリーダ・カーロが1939年に完成させた絵画。フリーダの代表作のひとつである。キャンバスに油絵具で描かれている。サイズは173.5センチメートル×173センチメートル。2024年現在は、メキシコシティの近代美術館に収蔵されている。

## 作品
1939年11月にディエゴ・リベラとの離婚が成立した直後に完成した作品で、二人のフリーダがベンチに座る姿を等身大に描く自画像である。二人は互いの手を繋ぎながらまっすぐ身を起し、過酷な現実を見据えるかのように前を見つめている。
右側にはディエゴに愛され崇拝されていたフリーダを描く。お気に入りの民族衣装テワナに身を包み、左手には少年時代のディエゴの写真を入れた護符を持つ。護符からは血管が伸びており、フリーダのむき出しになった心臓へ繋がっている。
左側にはディエゴの愛を失ったフリーダを描く。こちらのフリーダはヴィクトリア調の白い衣装に身を包んでおり、右側と同じように心臓もむき出しに描かれ右側の心臓と血管で繋がれている。しかし左側の心臓には穴が開いていて、内部に血液はなく干からびている。右手には鉗子が握られ、血管から流れ出る血液を必死に止めようとしている。フリーダの表情は出血におびえるように描かれる。
フリーダは本作について「ディエゴの護符から流れる血液によってフリーダが生かされている」と説明している。

## 制作の背景
1939年4月にメキシコに戻っていたフリーダは、夏ごろから青い家に移ってディエゴと別居を始める。そして同年11月に二人の離婚が成立した。離婚の理由は定かではないがディエゴから切り出したことで、フリーダはひどく傷つくことになった。二人は翌年に再婚するが、その間にフリーダは孤独を紛らわせるため、そして生計をたてるために多くの作品を生み出した。本作もその一つである。
本作は1940年1月にメキシコシティで行われた国際シュルレアリスム展に出展され、さらに翌年にはニューヨーク近代美術館で行われたメキシコ芸術の20世紀展でも展示された。本作がメキシコの美術研究所に売却されたのは完成してから7年後である。